# Skygger (film fra 1971)
|  | Denne artikel er oprettet af botten Steenthbot ud fra en ekstern database. Den kan derfor have sproglige fejl eller mangler. Denne skabelon kan fjernes efter kontrol af indholdet. |

 For alternative betydninger, se Skygger. (Se også artikler, som begynder med Skygger)
Skygger er en dansk børnefilm fra 1971 instrueret af Peter Ringgaard.

## Medvirkende
- Karen Margrethe Bjerre
- Henning Jensen
- Jørgen Kiil
- Alf Lassen
- Lise-Lotte Norup